# Berthe Monmart
Pour les articles homonymes, voir Berthe.
Berthe Monmart est une cantatrice française d'origine belge[précision nécessaire], née le 11 mai 1921 à Vaux-sous-Chèvremont (Belgique) et morte le 10 juin 1997 à Toulouse (Haute-Garonne).

## Biographie
Après des études secondaires au lycée Victor-Hugo à Paris, cette soprano dramatique entre au Conservatoire national de musique et d'art dramatique en 1942. Elle reçoit un 1er prix de chant en 1946, un 1er prix d'opéra et un 1er prix d'opéra-comique en 1948. Lors du concert des lauréats, elle interprète la « Chanson du saule » et l'« Ave Maria », extraits d'Otello de Verdi.
Elle débute sur scène en 1949 à Reims dans Cavalleria rusticana, puis à l'Opéra d'Alger dans Lohengrin (Elsa) avant d'entrer dans la troupe de l'Opéra de Paris (RTLN) en 1951. Elle parait pour la première fois au Palais Garnier dans La Walkyrie (rôle de Gherhilde) le 10 mars 1951 puis le 18 avril salle Favart dans Les Noces de Figaro. Dès lors elle y chante les plus grands rôles du répertoire : Fiordiligi dans Così fan tutte, Santuzza dans Cavalleria rusticana, Tosca, Madame Butterfly, Ariane à Naxos, Charlotte dans Werther aux côtés de André Turp ou Louise. À l'Opéra, le public peut l'entendre entre autres dans Lohengrin (Elsa), Tannhaüser (Elisabeth) et Le Vaisseau fantôme (Senta), La Walkyrie (Fricka), Faust (Marguerite), La Damnation de Faust (Marguerite), Fidelio (Leonore), Dialogues des carmélites (Mme Lidoine), etc. Elle participe également à plusieurs créations françaises parmi lesquelles : Le Château de Barbe-Bleue de Béla Bartók (Judith), Le Prisonnier de Luigi Dallapiccola (la Mère), Le Viol de Lucrèce de  Benjamin Britten (la récitante), Erwartung d'Arnold Schönberg, L'Annonce faite à Marie de Renzo Rossellini (la Mère), La Visite de la vieille dame de Gottfried von Einem et L'Héritière de Jean-Michel Damase.
Elle se produit parallèlement sur la plupart des scènes françaises (notamment à l'Opéra de Marseille) et belges, et enregistre de nombreux ouvrages pour la RTF. Elle se consacrera par la suite à l'enseignement en tant que professeur au CNR de Toulouse.

## Discographie
- Gabriel Pierné : Saint François d'Assise, L'An mille, François Giraudeau (François), Lucien Lovano (Le Lépreux), Berthe Monnart (Claire), Freda Betti (Lucia), Raymond Amade, ténor, Bernard Demigny (Léon)/a, baryton/b, Chœurs de La RTF, Orchestre radio-symphonique de Paris, René Alix/a, Orchestre National de La RTF/b, dir. Jean Fournet. 2 CD Solstice 2021 (enregistrement a 1953, b 1964)

## Carrière
Les productions auxquelles Berthe Monmart a participé de 1951 à 1980 sont les suivantes :

## Discographie sélective
- Gustave Charpentier, Louise (Louise), avec André Laroze, Louis Musy, Solange Michel, Gérard Serkoyan, Andréa Guiot, Jacques Mars, Andrée Gabriel, Simone Couderc, Jean Fournet (dir.). Phillips G03.118L (33 tours) - Grand Prix du disque.
- Paul Dukas, Ariane et Barbe-Bleue (Ariane), avec Marie-Luce Bellary, Xavier Depraz, Tony Aubin (dir.) - GALA-GL100.721 5C. Enregistré live en 1968.
- Gabriel Fauré, Mélodies - Westminster XWN 5501. Enregistré en 1957.
- Gabriel Fauré, Pénélope avec Georges Jouatte, Christiane Gayraud, Charles Cambon, André Vessières, Charles-Paul, Orchestre de la RTF, Désiré-Émile Inghelbrecht (dir.) - Malibran Music  MR 699. Enregistré le 11 novembre 1951.
- Louis-Joseph-Ferdinand Hérold, Le Pré-aux-clercs, avec Camille Maurane, Joseph Peyron, Pierre Germain, orchestre de la RTF, Robert Benedetti (dir.). Enregistré le 14 juin 1959.
- Arthur Honegger, Cris du monde avec Jeanine Collard, Georges Tzipine (dir.). Enregistré en 1960.
- Gustav Mahler, Symphonie no 2 « Résurrection » avec Oralia Domínguez - Orchestre national de la RTF, Leonard Bernstein (dir.) - Harmonia Mundi / Radio France - CD FRF002
- Jules Massenet, Thaïs (Crobyle), avec Géori Boué, Roger Bourdin, Jean Giraudeau, Michel Roux, Odette Ricquier, Georges Sébastian (dir.) - Urania URLP 227. Enregistré en 1951.
- Mozart, Idoménée (version française de Charles Spaak), avec Rémy Corazza, Jacqueline Sellier, Janine Micheau, Camille Maurane, Lucien Lovano, Marcel Vigneron. Chœur et  Orchestre de la Radio-Lyrique, Gustave Cloëz  (dir.) - Gala GL 100.744. Enregistré en 1960
- Giacomo Puccini, Madame Butterfly (Cio-Cio San), avec Michel Sénéchal, Edmée Sabran, Raymond Steffner, Jean-Christophe Benoît, Chorale Élisabeth Brasseur, Orchestre de l'Opéra de Stuttgart, Ferdinand Leitner (dir.) - Deutsche Grammophon (ext.).
- Giacomo Puccini, Tosca (rôle-titre), avec René Bianco, Antonio Nardelli, Edgard Doneux (dir.) - Malibran MR710 (2 CD). Enregistré en 1958.
- Giuseppe Verdi, Otello (Desdemone) - Air du Saule - DECCA 500011.

## Hommages
- Une rue de Toulouse porte désormais son nom.